# Jobenrichment
Jobenrichment (Arbeitsbereicherung) ist im Personalwesen eine Strategie der Arbeitsstrukturierung im unipersonellen Arbeitsfeld. 
Die bisherige Tätigkeit eines Mitarbeiters wird um Arbeitsumfänge auf höherem Anforderungsniveau (siehe Anforderungsermittlung) erweitert. Dies wird durch eine (vorausgesetzte) Weiterbildung oder Qualifizierung des Mitarbeiters ermöglicht. Der Mitarbeiter wird in die Lage versetzt, in höherem Maße eigenverantwortlich zu arbeiten. Man spricht daher auch von einer Maßnahme der vertikalen Umstrukturierung, im Gegensatz zu einer horizontalen Umstrukturierung (Jobenlargement). 
Ein allgemeines Beispiel für Jobenrichment im Tätigkeitsbereich mit mehr Verantwortung ist die Betreuung eines Gesamtprojekts inklusiver Budgetverantwortung statt Projektorganisation.
Durch Jobenrichment kann die Tätigkeit eines Mitarbeiters interessanter und verantwortungsvoller werden. Im Zusammenhang mit der Zwei-Faktoren-Theorie von Frederick Herzberg und der Bedürfnispyramide nach Maslow kann davon ausgegangen werden, dass durch Jobenrichment die Arbeitszufriedenheit steigt, da das Bedürfnis nach Autonomie und Selbstverwirklichung stärker befriedigt wird.